# Urspelerpes brucei
Genre
Espèce
Statut de conservation UICN

 LC  : Préoccupation mineure
Urspelerpes brucei, unique représentant du genre Urspelerpes, est une espèce d'urodèles de la famille des Plethodontidae.

## Répartition
Cette espèce est endémique du comté de Stephens en Géorgie aux États-Unis.

## Description
Urspelerpes brucei mesure environ 50 mm dont la moitié pour la queue. Son dos est jaune terreux et présente de petites taches sombres. Ses flancs sont légèrement plus jaunes. Le dessus de sa queue est jaune vif. Son ventre est jaune sans tache et la face ventrale de la queue est jaune brillant.

## Étymologie
Le nom du genre Urspelerpes dérive du grec ur-, « originel », spelaion, « grotte » et herpes, « nageur ». Il a été choisi pour montrer la filiation entre cette espèce et le genre Eurycea, appelé initialement Spelerpes.
Son nom d'espèce, brucei, lui a été donné en l'honneur de Richard C. Bruce, professeur émérite de la Western Carolina University et ancien directeur à la retraite de la Highlands Biological Station en Caroline du Nord.

## Publication originale
- Camp, Peterman, Milanovich, Lamb, Maerz & Wake, 2009 : A new genus and species of lungless salamander (family Plethodontidae) from the Appalachian highlands of the south-eastern United States. Journal of Zoology, London, vol. 279, p. 86-94 (texte intégral).